# Aeroporto de Araripina
O Aeroporto Regional do Araripe - Cmte Mairson C. Bezerra (IATA: JAW, ICAO: SNAB) é um aeroporto localizado na cidade de Araripina, no estado de Pernambuco. Situado a 622 quilômetros da capital Recife. Atende praticamente a demanda privada da região do Araripe.

## Reforma
Durante a visita ao Aeroporto de Serra Talhada, que ocorreu em 3 de janeiro de 2017, do Governo do Estado de Pernambuco e de membros da Cia Aérea Azul Linhas Aéreas, foi informado pelo Governo de Pernambuco que os aeroportos de Araripina, Caruaru e Garanhuns estão na lista para receber melhorias ao longo desse ano de 2017. Até o final de Junho de 2017, nada aconteceu, ou seja, não houve avanços. No final de setembro de 2017, o prefeito da cidade cobrou das autoridades competentes celeridade para a construção e o funcionamento deste aeroporto.

## Funcionamento
Em 19 de outubro de 2022 ocorreu o primeiro voo comercial de inauguração da rota aérea Araripina a Recife. Um dos aviões da companhia Azul Linhas aéreas saiu às 9:00h do Aeroporto dos Guararapes e pousou em Araripina às 11:30. A nova estrutura foi entregue em 23 de setembro e no mês seguinte já começou a funcionar. Os voos são operados pela Azul Linhas Aéreas, através da sua subsidiária Azul Conecta. Os voos conectam Araripina ao Recife e são realizados três vezes por semana, nas segundas, quartas e sextas-feiras.